# 동상초등학교 (전북)
동상초등학교는 대한민국 전북특별자치도 완주군에 있는 공립 초등학교이다.

## 학교 연혁
- 1932.04.01. 동상간이학교 인가
- 1933.04.01. 동상공립보통학교로 개명
- 1950.12.15.6.25 동란으로 全校舍 備品 全燒
- 1952.08.02. 산천분교장 인가
- 1960.04.08. 산천국민학교 승격
- 1964.08.30. 수몰 지역에서 현 위치 학교 이전 완료
- 1983.03.01. 산천분교장 편입
- 1994.02.28. 산천분교장, 동봉분교장 폐교
- 1996.03.01. 동상초등학교로 개명
- 2009.03.01. 전라북도교육청지정 창의적 글쓰기 시범학교 운영(2009. 3. 1. ∼ 2011. 2. 28.)
- 2012.03.02. 전라북도교육청지정 혁신학교 운영
- 2019.07.01. 삼성 스마트스쿨 선정
- 2023.03.02 입학생 4명
- 2023.09.01 제 25대 교장 유진화 부임
- 2023.12.29 86회 졸업식

## 참고 자료
- 동상초등학교 - 한국교육학술정보원 학교알리미